# Battaglia di Casaloldo
La battaglia di Casaloldo fu un episodio militare che si svolse il 10 maggio 1509 a Casaloldo, nel mantovano, tra le guarnigioni veneziane di quel borgo e di Asola e parte dell'esercito mantovano guidato da Alessio Beccaguto.

## Antefatti
Nel XVI secolo le mire espansionistiche dei Gonzaga portarono a diversi scontri per la conquista dei borghi di confine del loro marchesato, anche in ossequio agli accordi della Lega di Cambrai del dicembre 1508, alla quale aveva aderito Francesco II Gonzaga, marchese di Mantova, per contrastare l'espansione veneziana a scapito del suo dominio.
Il 1 maggio 1509, mentre il grosso dell'esercito veneziano era accampato a Pontevico, Francesco II Gonzaga si trovava con le sue truppe a Canneto sull'Oglio, nel mantovano ma al confine con il cremonese, che era  governato dalla Repubblica di Venezia. Quel giorno circa 200 lance francesi, seguite da ventiquattro carri di biada, vino e pollame, attraversarono il Po a Casalmaggiore avvalendosi di un ponte di 30-40 barche che vi era stato realizzato precedentemente. Passato il fiume, si portarono a Canneto dal marchese che li distribuì nei borghi circostanti. Dopo l'arrivo dei rinforzi francesi, Francesco II ebbe a disposizione circa 5 000 fanti guasconi, 200 cavalieri pesanti, 200 cavalleggeri, 400 balestrieri a cavallo francesi, tutti ben armati. Un tale esercito però risultava difficile da mantenere in un territorio tutto sommato contenuto come quello del Marchesato di Mantova, tanto che Francesco si trovava in costante penuria di biada per i cavalli ed era stato costretto a minacciare la forca per tutti coloro che avessero ardito tagliar l'erba nei campi. Come se non bastasse, dopo aver pagato i cavalieri, si era trovato nelle condizioni di non poter far lo stesso con i fanti. I veneziani, avvertiti dei movimenti dei mantovani, iniziarono a temere azioni ostili nelle retrovie che erano poco difese dal momento che gran parte dei loro soldati stavano marciando verso la Gera d'Adda per effettuare un'offensiva contro i francesi nel milanese o nel lodigiano.
Il 3 maggio un messo di Luigi XII, re di Francia, raggiunse il marchese con l'ordine di procedere con l'esercito a Casalmaggiore per poi attraversare il Po, la campagna emiliana e ricongiungersi con il resto dei francesi a Maccastorna, nel lodigiano, presso la foce dell'Adda. I veneziani appresero grazie alle loro spie che le città emiliane sino a pochi giorni prima erano state poco presidiate tanto che sarebbero state una facile preda se le si fosse attaccate per tempo e che se si fosse minacciato di invadere il Marchesato, Francesco II sarebbe probabilmente passato dalla loro parte e si sarebbe quindi evitato che i suoi uomini si unissero al grande esercito francese. Giunti a quel punto, tuttavia, sarebbe stata difficoltosa anche un'offensiva su Canneto, difesa da ben trenta pezzi d'artiglieria tra cui una cortana di grande calibro.
Il giorno successivo la maggior parte dell'esercito mantovano, circa 3 000-4 000 uomini insieme a buona parte dell'artiglieria, si mise in marcia per Casalmaggiore, preceduto dal marchese che alloggiò per la notte a Colorno presso il palazzo di Elisabetta Costanza del Carretto, moglie di Galeazzo Sanseverino. L'8 maggio, quando il marchese era ormai giunto nel lodigiano, l'esercito attraversò il Po.

## Battaglia
Federico Contarini, provveditore di Asola dal giugno dell'anno precedente, avendo appreso che il grosso dell'esercito mantovano aveva oltrepassato il Po, tra l'8 e il 9 maggio effettuò una serie di scorrerie devastando le campagne nemiche. Nella notte successiva Alessio Beccaguto, capitano dei balestrieri del Marchesato, muovendo da Canneto assediò il borgo di Casaloldo con 300-400 cavalieri e 600 fanti mantovani ben armati, supportati da due cannoni in ferro e da altri due in bronzo. I circa 200 fanti veneziani a presidio del castello di quel borgo si difesero e inviarono subito un messaggero ad avvisare il Contarini dell'attacco in corso. Il provveditore ordinò a Matteo dal Borgo di radunare rapidamente circa 200-300 contadini locali, che vennero armati con lance, falcioni e ronconi, dopodiché uscì incontro al nemico insieme ai suoi 100 fanti e a 70 fanti al comando di Angelo Avogadro da Brozzo. I mantovani mossero verso Castelnuovo e i due eserciti si incontrarono nei campi attorno all'odierno cimitero del paese, in località Sant'Emiliano. La mischia fu aspra e i mantovani probabilmente non si aspettarono una tale determinazione da parte di un esercito costituito perlopiù da contadini. Durante lo scontro fu ferito lo stesso Beccaguto che cadde nelle acque del Tartaro. I soldati mantovani, vedendo che il comandante era stato ferito e disarcionato insieme a molti dei loro, si diedero ad una fuga disordinata verso Canneto. I fanti e i cavalieri appiedati furono in buona parte catturati.

## Conseguenze
I veneziani ebbero lievi perdite mentre morirono sessanta mantovani, un centinaio furono feriti, ottanta presi prigionieri insieme a cinquanta cavalli e ai quattro cannoni. I prigionieri, spogliati delle armi e legati, furono condotti ad Asola. Pochi giorni dopo Beccaguto cadde di nuovo in un'imboscata tesagli da stradiotti veneziani a Castiglione delle Stiviere; vi morirono ventiquattro uomini e altri ottanta furono catturati. 
Quattro giorni dopo la vittoria di Casaloldo, i veneziani subirono una disastrosa sconfitta ad Agnadello per mano dei francesi e furono costretti a ritirarsi da tutta la Lombardia e da gran parte del veronese, attestandosi dietro l'Adige.
L'episodio è stato immortalato in un quadro del XVIII secolo conservato presso il Palazzo ducale di Venezia.